# Фелікс Уфуе-Буаньї
Фелікс Уфуе-Буаньї (18 жовтня 1905 або 16 жовтня 1905 , N’Gokrod, Французька Західна Африка, Франція  — 7 грудня 1993 , Ямусукро ) — івуарійський політик, перший президент і перший прем'єр-міністр незалежного Кот-д'Івуару.

## Біографія
Народився в сім'ї вождя з народу бауле (успадкував титул 1940 року).
1918 року вирушив до Дакара вивчати медицину, після чого практикував протягом 15 років.
1944 року Уфуе-Буаньї організував Союз африканських сільськогосподарських виробників, який за рік виріс у Демократичну партію Берега Слонової Кістки.
1945 року Фелікса Уфуе-Буаньї обрали депутатом від Кот-д'Івуару в Національних зборах Франції. У Парижі він долучився до Республіканського союзу опору, пов'язаного з комуністами. Однак після низки невдач, що спіткали Уфуе-Буаньї та його соратників, наприкінці 1946 року було створено Африканське демократичне об'єднання. Його відділення з'явилися на всіх територіях Французької Західної Африки, а його головою став Уфуе-Буаньї. Перебуваючи на тій посаді, він вивів партію з-під комуністичного впливу.
Переобирався депутатом Національних зборів Франції 1946, 1951 та 1956 року.
1956 року став мером Абіджана — найбільшого міста Кот-д'Івуару. Від 1956 до 1959 року також обіймав міністерські посади у французьких урядах.
Співпрацював з президентом Франції Шарлем де Голлем, з яким здійснив турне територіями Французької Західної Африки, виступаючи з ідеєю їхньої автономії.
1960 року, після того, як де Голль погодився надати незалежність республікам Французької Західної Африки, Уфуе-Буаньї став спочатку прем'єр-міністром (серпень — листопад), а потім і президентом Кот-д'Івуару (до 1986 року країна офіційно іменувалася в СРСР Берег Слонової Кістки, це буквальний переклад з французької).
На посаді президента Уфуе-Буаньї зарекомендував себе як прихильник вільного підприємництва, сприяв залученню іноземних інвестицій. Продовжував політику співпраці з Францією: за часів його президентства в країні працювали французькі чиновники, що обіймали важливі посади в системі влади. Також Уфуе-Буаньї виявив себе миротворцем, що було оцінено 1989 року, коли ЮНЕСКО заснувало Премію миру його імені.
Серед нагороджених премією за 20 років були зокрема колишній президент Фінляндії Мартті Ахтісаарі та колишній президент Бразилії Лула да Сілва.
Фелікс Уфуе-Буаньї перебував на президентській посаді впродовж 33 років, аж до своєї смерті 7 грудня 1993. Того ж дня новим президентом став Анрі Конан-Бедьє, який давно вважався його наступником. Уфуе-Буаньї пережив чотири спроби державного перевороту (у 1960-их роках), а від 1965 до 1990 шість разів переобирався на пост голови держави.
На його честь у Кот-д'Івуарі названі футбольний стадіон, на якому виступає національна збірна, і аеропорт в Абіджані.